# ロズウェル (ニューメキシコ州)

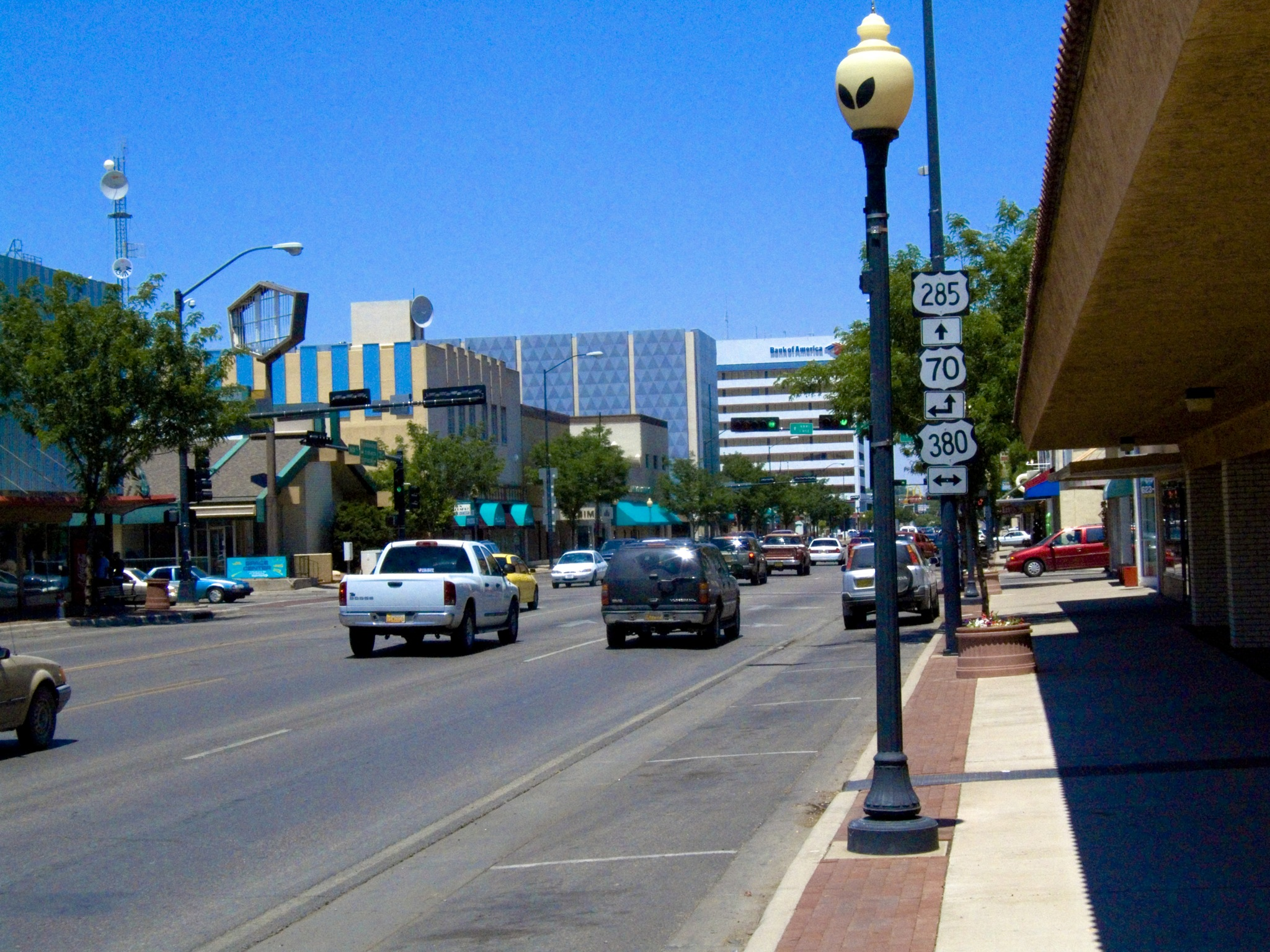
ロズウェルのメインストリート

ロズウェル（Roswell）は、アメリカ合衆国ニューメキシコ州の南東部、チャベス郡にある都市で郡庁所在地。人口は4万8422人（2020年）

## 概要
ニューメキシコの5番目に大きい都市である。灌漑農業、酪農、牧場、製造業、流通業、そして石油生産の中心地である。1891年に創設されたニューメキシコ軍人養成大学(NMMI)の本拠地である。ラムサール条約登録地のビター湖国定鳥獣保護区は都市の北東数マイルのペコス川沿いに位置している。
ロズウェルは現在、1947年に発生した「ロズウェルUFO事件」と呼ばれる事件に、その名前が冠せられていることによって世界中に知られている。ただし、実際の墜落地点はロズウェルから約75マイルのところであり、むしろコロナの街に近かった。それでも、調査と残骸の回収は地元のロズウェル陸軍飛行場によって取り扱われた。

## 歴史
ロズウェル周辺の地域の最初の非先住民の入植者は、ミズーリ州から来た開拓者の集団だった。1865年に彼らは現在のロズウェルがある地点の15マイル南西のところに入植しようと試みたが、水が欠乏したためにその地点を放棄せざるをえなかった。
1869年、ネブラスカ州オマハ出身の実業家ヴァン・C・スミスと、彼のパートナーのアーロン・ウィルバーンは、現在のロズウェルの場所に２つのアドベ煉瓦の建物を建てた。ヴァン・C・スミスは、インディアナ州ラファイエットの著名な法律家であったロズウェル・スミスと、アメリカ合衆国特許庁長官ヘンリー・リーヴィット・エルズワースの娘アニー・エルズワースの息子であった。二つの建物は、コミュニティの交易所、雑貨店、郵便局、そして宿泊所として役立った。
1871年、スミスは連邦政府に建物周辺の土地の権利を申請し、1873年8月20日に、彼はこの町の最初の郵便局長となった。一般的にこの日が都市としてのロズウェルの公式なスタートの日付と歴史家は見ている。彼はこの町を、彼の父のファーストネームにちなんで、ロズウェルと呼んだ。
ロズウェルはもともとはリンカーン郡に所属していたが、1887年以降はチャベス郡に所属する。ニューメキシコ州ロズウェル郵便局はZIPコード88201を使う。
1877年、キャピタン、ジョセフ・キャロウェイ・リーはスミスの所有地の権利を買い取り、1年後リーの義理の父親、W・W・ワイルディ少佐がウィルバーンと他の2 人の入植者の所有地を購入した。ワイルディはこれらを彼の娘、サリー・ワイルディ-リーに贈与し、ロズウェルその周辺の土地のほとんどがリー家の所有となった。リー家はリンカーン郡戦争(1877-1879)のあいだも平和と秩序を保持し、ロズウェルを当時のニューメキシコ州南東部の他のほとんどの町より安定した地域にした。
1891年に大規模な帯水層が町の近くのネイザン・ジャッファの所有地、ジャッファ牧場で発見された。この水源の発見は、この地域の最初の大きな成長と発展を加速させる結果となった。1893年に鉄道が町を通って敷設されたときにも成長は続いた。
ロズウェルはロバート・H・ゴダードによって行われた液体推進ロケットの技術の研究によっても知られている。ゴダードは1930年代前期にロズウェルに来て、ロケット学の分野を高めるための多くの実験を行った。
第二次世界大戦中、近くのオーチャード公園に戦争捕虜収容所が置かれた。ドイツ人の戦争捕虜は、ノーススプリング川の土手の舗装などの、ロズウェルの主要なインフラ整備に使役された。一部の捕虜は異なるサイズの石材を使って、北岸の土手を覆う石材のなかに鉄十字の輪郭をつくった。後に、鉄十字は薄いコンクリートの層で覆われてしまった。1980年代に、河床清掃のクルーがコンクリートを取り除き、もう一度その輪郭をあらわにした。鉄十字のすぐ南にあった小さな公園は、それからアイアンクロス公園として知られるようになった。1996年11月11日、この公園はPOW/MIA公園（戦争捕虜・行方不明者公園）と改名された。この公園は、ドイツ空軍からロズウェル市に寄贈された、ベルリンの壁のかけらを展示している。
1980年代はじめ、大手バス製造のトランスポーテーション・マニュファクチャリング・コーポレーション(TMC)はロズウェルに工場を開いた。この工場は再開と閉鎖を繰り返し、失業率の周期的な振動を引き起こした。TMCはバス製造を止めてしまった。ノヴァバス社が同じ建物を使ってバスを製造したが、これも閉鎖された。このプラントは2003年にミレニアム・トランジット・サーヴィシズ社によって再開された。
2002年、ロズウェルは主にウォーカー空軍基地の閉鎖からの回復にちなんで全米都市賞に指名された。

## 地理
ロズウェルは北緯33度23分14秒 西経104度31分41秒 / 北緯33.38722度 西経104.52806度に位置している。
アメリカ合衆国国勢調査局によると、都市の総面積は75.0 km2 (29.0 mi2)である。そのうち75.0 km2 (28.9 mi2)が陸地であり、0.1 km2 (0.04 m2)が水地である(0.07％)。
| ロズウェルの気候       | ロズウェルの気候 | ロズウェルの気候 | ロズウェルの気候 | ロズウェルの気候 | ロズウェルの気候 | ロズウェルの気候 | ロズウェルの気候 | ロズウェルの気候 | ロズウェルの気候 | ロズウェルの気候 | ロズウェルの気候 | ロズウェルの気候 | ロズウェルの気候 |
| 月                     | 1月              | 2月              | 3月              | 4月              | 5月              | 6月              | 7月              | 8月              | 9月              | 10月             | 11月             | 12月             | 年               |
| ---------------------- | ---------------- | ---------------- | ---------------- | ---------------- | ---------------- | ---------------- | ---------------- | ---------------- | ---------------- | ---------------- | ---------------- | ---------------- | ---------------- |
| 最高気温記録 °F （°C） | 88 (31)          | 88 (31)          | 98 (37)          | 101 (38)         | 107 (42)         | 114 (46)         | 111 (44)         | 107 (42)         | 103 (39)         | 99 (37)          | 94 (34)          | 84 (29)          | 114 (46)         |
| 平均最高気温 °F （°C） | 56 (13)          | 62 (17)          | 70 (21)          | 78 (26)          | 86 (30)          | 94 (34)          | 95 (35)          | 92 (33)          | 86 (30)          | 76 (24)          | 65 (18)          | 56 (13)          | 76 (24)          |
| 日平均気温 °F （°C）   | 40 (4)           | 46 (8)           | 53 (12)          | 61 (16)          | 70 (21)          | 78 (26)          | 81 (27)          | 79 (26)          | 72 (22)          | 69 (21)          | 49 (9)           | 41 (5)           | 62 (17)          |
| 平均最低気温 °F （°C） | 24 (−4)          | 29 (−2)          | 36 (2)           | 43 (6)           | 53 (12)          | 62 (17)          | 67 (19)          | 65 (18)          | 58 (14)          | 46 (8)           | 33 (1)           | 25 (−4)          | 45 (7)           |
| 最低気温記録 °F （°C） | −24 (−31)        | −29 (−34)        | −5 (−21)         | 17 (−8)          | 16 (−9)          | 27 (−3)          | 52 (11)          | 31 (−1)          | 28 (−2)          | 14 (−10)         | −6 (−21)         | −10 (−23)        | −29 (−34)        |
| 降水量 inch （mm）     | 0.39 (9.9)       | 0.41 (10.4)      | 0.35 (8.9)       | 0.58 (14.7)      | 1.30 (33)        | 1.62 (41.1)      | 1.99 (50.5)      | 2.31 (58.7)      | 1.98 (50.3)      | 1.29 (32.8)      | 0.53 (13.5)      | 0.59 (15)        | 13.34 (338.8)    |
| 平均月間日照時間       | 217.0            | 226.0            | 282.1            | 309.0            | 344.1            | 345.0            | 328.6            | 300.7            | 264.0            | 269.7            | 216.0            | 210.8            | 3,313            |
| 出典1：Weather.com     |                  |                  |                  |                  |                  |                  |                  |                  |                  |                  |                  |                  |                  |
| 出典2：HKO             |                  |                  |                  |                  |                  |                  |                  |                  |                  |                  |                  |                  |                  |

### 近接する都市
- ニューメキシコ州ルイドソ
- ニューメキシコ州アルテシア
- ニューメキシコ州カールズバッド
- ニューメキシコ州クローヴィス
- ニューメキシコ州ホブス
- ニューメキシコ州アラモゴード
- ニューメキシコ州ラスクルーセス
- テキサス州エルパソ
- テキサス州ラボック

## 交通

### 空港
ロズウェル国際空港には、エンヴォイ・エア（旧アメリカン・イーグル航空）が就航する。またPecos Trails Transitも就航する。

### 主な高速道路
- w:U.S. Route 70
- w:U.S. Route 285
- w:U.S. Route 380

## 産業
ロズウェルには世界最大のモッツァレラ製造業者の一つである、レプリーノ食品の本社がある。
ロズウェルは1967年にウォーカー空軍基地が撤退するまで、軍事的に重要な場所だった。基地の閉鎖の後、ロズウェルはその快適な気候を利用して引退者用のコミュニティとして再生した。ロズウェルはUFO事件と主張されることへの関心からも利益を得ており、もっと最近のビジネス界では、意識的にUFOに興味を持つ旅行者を掘り起こしている。

## 人口動勢
以下は2000年の国勢調査における人口統計データである。
基礎データ
- 人口: 45,293人
- 世帯数: 17,068世帯
- 家族数: 11,742家族
- 人口密度: 604.3/km² (1,565.2/mi²)
- 住居数: 19,327軒
- 住居密度: 257.9/km² (667.9/mi²）

人種別人口構成
- 白人: 70.96%
- アフリカン・アメリカン: 2.47%
- ネイティブ・アメリカン: 1.28%
- アジア人: 0.65%
- 太平洋諸島系: 0.05%
- その他の人種: 21.29%
- 混血: 3.31%
- ヒスパニック・ラテン系: 44.34%

世帯と家族（対世帯数）
- 世帯数: 17,068世帯
- 18歳未満の子供がいる: 34.5%
- 結婚・同居している夫婦: 49.1%
- 未婚・離婚・死別女性が世帯主: 14.9%
- 非家族世帯: 31.2%
- 単身世帯: 27.1%
- 65歳以上の老人1人暮らし: 13.4%
- 平均構成人数
  - 世帯: 2.58人
  - 家族: 3.13人

年齢別人口構成
- 18歳未満: 28.5%
- 18-24歳: 9.9%
- 25-44歳: 24.9%
- 45-64歳: 20.6%
- 65歳以上: 16.0%
- 年齢の中央値: 35歳
- 性比（女性100人あたりの男性の人口）
  - 総人口: 93.1人
  - 18歳以上: 88.7人

収入と家計
- 収入の中央値
  - 世帯: 27,252米ドル
  - 家族: 31,724米ドル
  - 性別
    - 男性: 26,554米ドル
    - 女性: 21,408米ドル
- 人口1人あたり収入: 14,589米ドル
- 貧困線以下
  - 対家族数: 18.7%
  - 対人口: 22.6%
  - 18歳未満: 31.1%
  - 65歳以上: 13.8%

## 教育

### 公立学校
- ロズウェル独立学区

### 私立学校
- ニューメキシコ軍人養成大学、4年の高校と2年の短大の準学士プログラム含む。
- ゲートウェイ・クリスチャン・スクール、保育園から高校までの教区立学校(統計)
- ヴァレー・クリスチャン・アカデミー、小学校から高校までの「宗派共通クリスチャン学校」（教区立）
- セント・アンドリュース・エピスコパル・スクール、保育園から小学校までの教区立学校

### 大学
- イースタン・ニューメキシコ大学ロズウェル校、ニューメキシコ州ポーテイルズにある東ニューメキシコ大学の分校。ロズウェルキャンパスはいくつかの終了証と提携プログラムを提供する。ENMUの講義テレビシステム（ITV）による学士と修士のプログラムもある。

## 地元の音楽
- The Most Wonderful People Ever、サイケデリックなインディーロック団体
- Olds、ミニマリストのテクノプロジェクト
- And The Angels Were Silent、クリスチャン・ハードコアの団体

## 出身者
女優のデミ・ムーア、ミュージシャンのジョン・デンバー、殿堂騎手のマイク・スミスの生誕地でもある。
なお、ゴルフの殿堂入り選手、ナンシー・ロペスはカリフォルニアで生まれたがロズウェルで育った。殿堂入りの宇宙飛行士、6番目に月へ行ったエドガー・ミッチェルは、ロズウェルの学校に通った。ダラス・カウボーイズに入ったロジャー・ストーバックはNMMIでフットボールをプレイし、ヒューストン・ロケッツに入ったルイス・ロイドはそこでバスケットボールをした。
プロ野球の1シーズン72本のホームラン記録は1954年、ロズウェルに居を構えていたロズウェル・ロケッツのジョー・バウマンが打ち立てた（記録は2001年にバリー・ボンズに抜かれた）。

## その他

### 1947年のロズウェルUFO事件
『フューチュラマ』のエピソード、"Roswell That Ends Well"では、クルーは過去へと旅行し彼らの船がロズウェル近くに墜落することになる。これは彼らの船が1947年にロズウェル近くに墜落したと推測されるものだったことを意味する。『スタートレック:ディープ・スペース・ナイン』のエピソード、「フェレンギ人囚わる」("Little Green Men")では、事故により1947年にタイムワープしたクワーク、ロム、ノーグ、そしてオドーを載せたフェレンギ人の船がロズウェル近くに墜落し、彼らはそこに墜落したと主張される異星人となる。

### ロズウェルが登場する作品

#### テレビドラマ
- ロズウェル - 星の恋人たち

#### ビデオゲーム
- 「Tony Hawk's Pro Skater」にはこの街に基づくレベルがある。